# Mord na rodzinie Horodyńskich

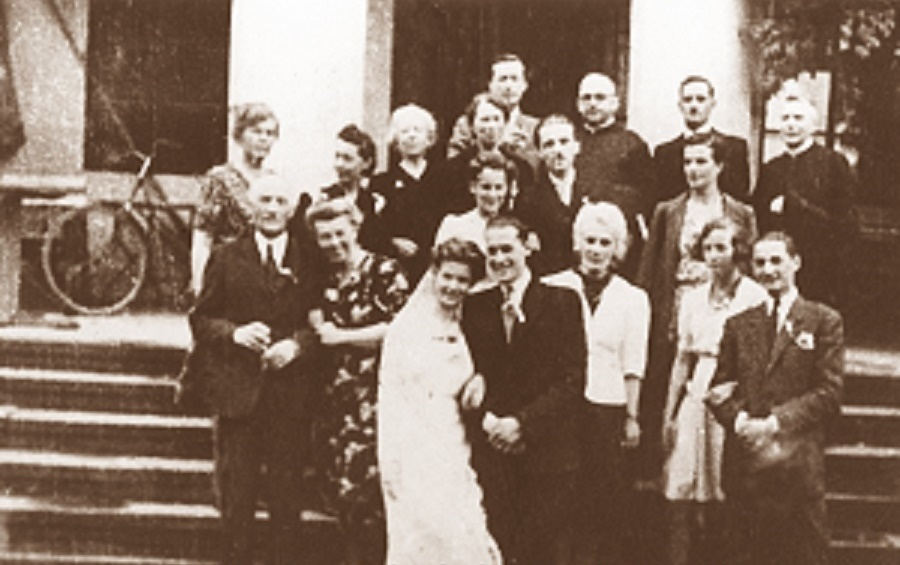
Z. Horodyński z rodziną w trakcie przyjęcia weselnego w 1943

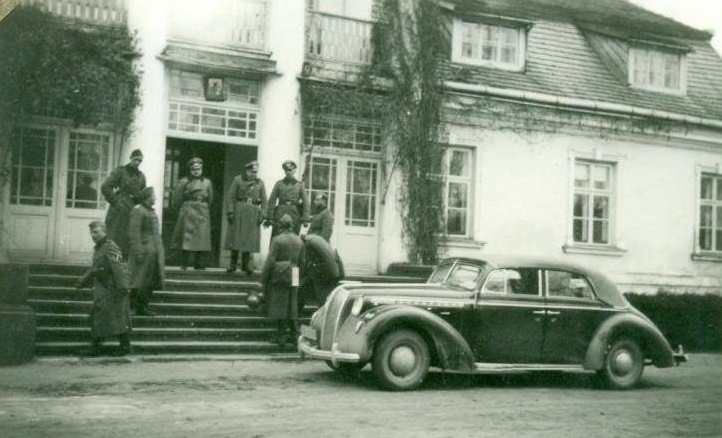
SS- mani na schodach dworu Horodyńskich. (Zbydniów 1943)

Mord na rodzinie Horodyńskich w Zbydniowie − zbrodnia dokonana w nocy z 24 na 25 czerwca 1943 w dworze Horodyńskich w Zbydniowie przez oddział Waffen-SS.

## Historia
24 czerwca 1943 w dworze odbywało się wesele kuzynki Horodyńskich Teresy Wańkowiczówny z Iwo Mierzejewskim. Po przyjęciu weselnym, wieczorem, państwo młodzi wyjechali do Sandomierza, zaś domownicy, goście i służba udali się na spoczynek.
Przed północą w majątku pojawił się oddział Waffen-SS, pod dowództwem Hauptsturmführera Ewalda Ehlersa. Esesmani wtargnęli do dworu i po kolei zaczęli mordować wszystkie napotkane osoby. Został zamordowany właściciel dworu i 18 osób (w tym 2 dzieci i 13 kobiet) z rodziny oraz gości, którzy uczestniczyli w uroczystości. Śmierci uniknęli synowie, Zbigniew Horodyński i Andrzej Horodyński, którzy ukryli się w schowku na strychu oraz Dominik Horodyński który przebywał wówczas w Warszawie. Zwłoki zamordowanych rano zostały zakopane przez SS−manów w zbiorowej mogile pod płotem w parku dworskim.
W dzień po zbrodni, oficer Waffen-SS wręczył wójtowi gminy Zaleszany oraz miejscowemu proboszczowi oświadczenie i rozkazał, aby je ogłosić we wsiach gminy i z ambony w kościele. Brzmiało ono: „Byliśmy zmuszeni zastrzelić 20 osób, aby uratować życie 2000 ludzi, którzy przez kontakty Horodyńskiego z bandami i komunistami są zagrożeni”.

### Przyczyna
Zastrzelenie rodziny zlecił Martin Fuldner z pobliskich Charzewic który wówczas zarządzał jako trauhänder (pełnomocnik), majątkiem Lubomirskich w Charzewicach. Był emerytowanym kapitanem Schutzstaffel. Bywał u Horodyńskich a jego żonie bardzo spodobał się serwis porcelanowy, którego Horodyńscy nie chcieli mu jednak sprzedać. Także samo gospodarstwo prowadzone przez Horodyńskich na wysokim poziomie, przynosiło dochody i Fuldner pragnął przyłączyć go do administrowanego przez siebie majątku.  
Kompania Waffen-SS która została wysłana na pacyfikację pobliskich wsi, stacjonująca w pobliskich Zaleszanach dowodzona była przez kolegę Fuldnera, ten postanowił więc wykorzystać obecność oddziału by przeprowadzić likwidację rodziny Horodyńskich. Użył koleżeńskich kontaktów, by pod pretekstem walki z partyzantką zataić prawdziwe intencje i uniknąć problemów u swoich zwierzchników. Liczył, że nie zostanie obciążony udziałem w zbrodni. 

### Epilog
O zbrodni już w czerwcu poinformowała polska rozgłośnia radia BBC z Londynu i prasa podziemna. Z inicjatywy Kierownictwa Walki Cywilnej przy Delegaturze Rządu na Kraj odbyła się, w intencji pomordowanych msza św. żałobna w kościele św. Krzyża w Warszawie.
Mord stał się dość głośny, także we władzach Generalnego Gubernatorstwa. Przeprowadzono śledztwo, podczas którego Ehlers przyznał się do zastrzelenia uczestników wesela i wskazał Fuldnera jako inicjatora morderstwa. Gubernator dystryktu krakowskiego uznał, że mieszkańcy dworu zostali zastrzeleni bezpodstawnie a pozostały po nich majątek nie może być przejęty przez Generalne Gubernatorstwo i powinni go odziedziczyć spadkobiercy. Zabrane przez Fuldnera przedmioty i dobytek nakazał zwrócić. Odpowiedzialni za zbrodnię uniknęli jednak wówczas kary.
W październiku 1943 dowódca Kedywu Komendy Głównej Armii Krajowej gen. Emil August Fieldorf ps. „Nil” w oparciu o wyrok sądu podziemnego państwa polskiego, wydał rozkaz wykonania wyroku śmierci na Martinie Fuldnerze.13 października 1943 grupa żołnierzy AK wykonała wyrok w dworku myśliwskim w Charzewicach a egzekucji Fuldnera, jego żony i syna dokonał m.in. syn ofiar, Zbigniew Horodyński.
Komisja Badania Zbrodni przeciwko Narodowi Polskiemu w Rzeszowie wszczęła śledztwo w sprawie mordu w Zbydniowie w październiku 1945, jednak przez lata niewiele ustalono. Ruszyło ponownie w 1970 kiedy Dominik Horodyński, korespondent TVP we Włoszech obejrzał w tamtejszej telewizji reportaż o Ehlersie i powtórnie złożył zeznania. W 1972 akta wysłano do Centrali Badania Zbrodni Narodowosocjalistycznych w Ludwigsburgu. 27 listopada 1974, Niemcy w odpowiedzi przesłali do Komisji akt zgonu Erwina Ehlersa i śledztwo zawieszono.

## Mogiła ofiar

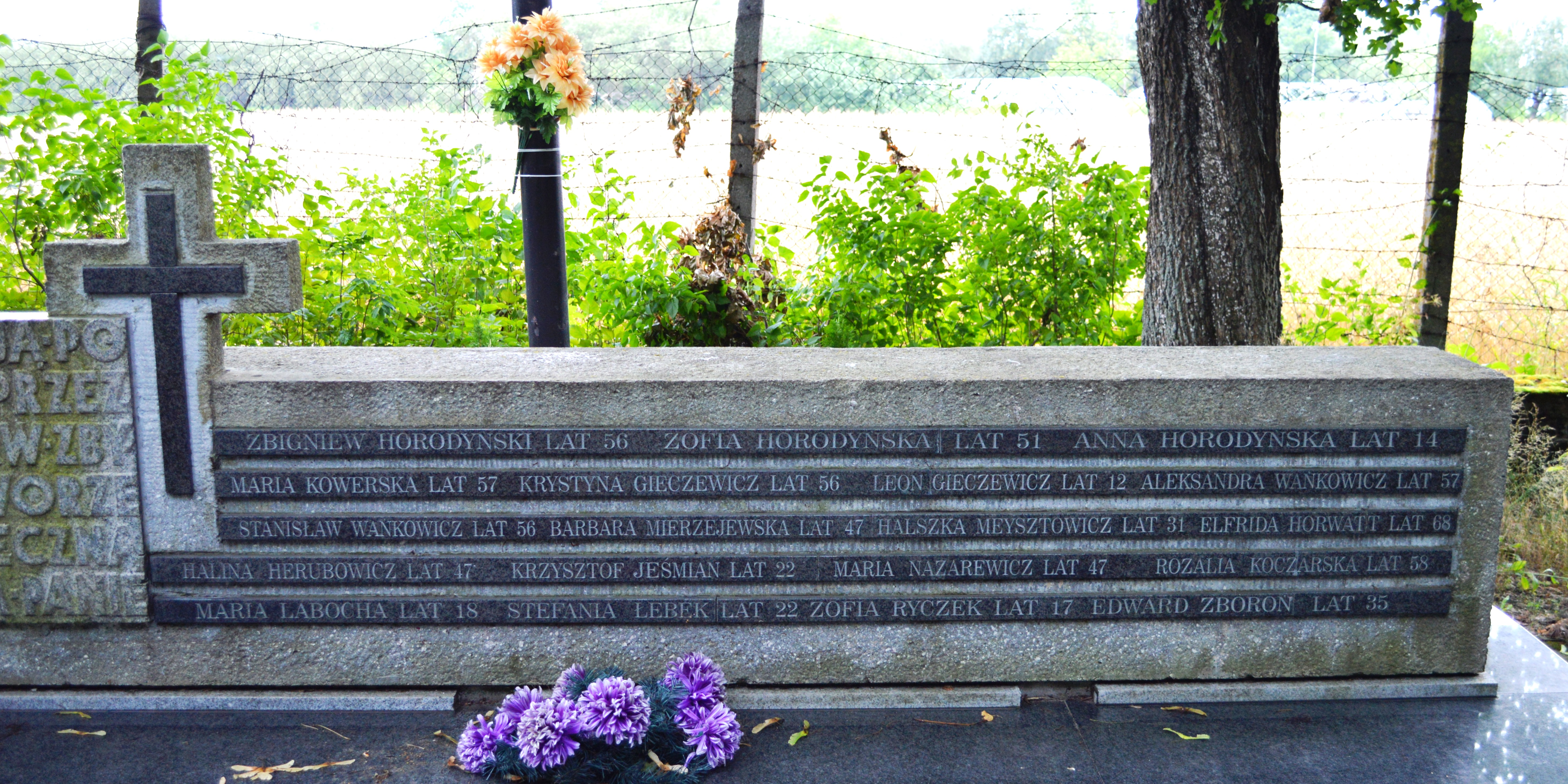
Nazwiska ofiar

W sierpniu 1943 doszło do próby ekshumacji zamordowanych, gdy miejscowy Kedyw postanowił przenieść zwłoki do Zaleszan na cmentarz. W trakcie ekshumacji okazało się, że w grobie na głębokości około 60 cm, znajduje się walizka z której wystają druty. W obawie, że Niemcy którzy chowali ofiary zaminowali go, ekshumację przerwano. W lecie 1946 Dominik Horodyński, podjął próbę drugiej ekshumacji. Jednak ówczesne władze nie wydały na nią zgody w obawie, że nastąpi manifestacyjny pogrzeb wszystkich dziewiętnastu osób.
Na początku lat siedemdziesiątych XX w. na zbiorowej, ziemnej mogile został postawiony pomnik, przez syna zamordowanej Marii Kowerskiej (z domu Horodyńskiej) – Andrzeja Kowerskiego. Zaprojektował go architekt Władysław Pieńkowski. Pomnik zyskał również ogrodzenie – kuty metalowy płotek przeniesiony z cmentarza w Zaleszanach, gdzie dotąd okalał kaplicę rodziny Horodyńskich. Na kamiennej platformie znajduje się mur z krzyżem. W granicie wykuty jest napis: Tu spoczywają pomordowani przez hitlerowców w zbydniowskim dworze 24 VI 1943 + Wieczną radość – daj im Panie.

## Ofiary zbrodni
- Zbigniew Bogusław Horodyński – dziedzic Zbydniowa,
- Zofia Horodyńska – żona Zbigniewa,
- Anna Horodyńska – 14 letnia córka Zofii i Zbigniewa,
- Maria Kowerska – siostra Zbigniewa Horodyńskiego,
- Rozalia Koczalska – guwernantka Anny,
- Krystyna Giecewicz – żona brata pani Horodyńskiej,
- Loluś(Leon) – 12 letni syn Giecewiczowej,
- Stanisław Wańkowicz – senator Rzeczypospolitej Polskiej, ojciec panny młodej,
- Aleksandra Wańkowicz – mama panny młodej,
- Barbara Mierzejewska – mama pana młodego,
- Halina Herubowicz,
- Krzysztof Jeśmian – syn Herubowiczowej,
- Halszka Meysztowicz – dalsza krewna, malarka,
- Elfrida Horwatt – babcia panny młodej,
- Maria Nazarewicz
- Zofia Ryczek, Maria Labocha, Stefania Łebek – pokojówki,
- Edward Zboroń – leśniczy[4].